# William Waynflete
William Waynflete (né William Patten vers 1398 à Wainfleet dans le Lincolnshire – 11 août 1486), fut Prévôt d'Eton (1442–1447), évêque de Winchester (1447-1486) et Lord grand chancelier d'Angleterre (1456-1460). Il reste comme le fondateur de Magdalen College et du lycée de Magdalen College School, à Oxford.

## Jeunesse
William était le fils aîné de Richard Patten, dit « Barbour », négociant et de Margery Brereton, fille de Sir William Brereton (Cheshire). Son cadet, John, sera plus tard le doyen de Chichester. L'érudit William Patten est l'un de ses petits-neveux.
On supposait naguère qu'il avait fréquenté Winchester College et New College (Oxford), mais cela est improbable, car aucun de ces établissements n'a revendiqué cet honneur du vivant de ce prélat. On sait en revanche par une lettre que le chancelier lui a adressée lorsqu'il était prévôt d'Eton College, qu'il a probablement fréquenté l'une des écoles de latin d'Oxford avant de s'inscrire à l'université comme étudiant : dans cette lettre, le chancelier décrit l'université comme « une mère pour son correspondant, qui l'a mené vers la lumière du Savoir, et l'a nourri des toutes les sciences. »
Il est probablement ce William Barbour qui fut ordonné acolyte (21 avril 1420) puis sous-diacre (21 janvier 1421) par l'évêque Fleming de Lincoln ; ce même clerc, William Barbour, dit Waynflete de Spalding, fut ordonné diacre le 18 mars 1421, et prieur de Spalding le 21 janvier 1426.
Il est aussi certainement le William Waynflete qui fut admis « escholier » de King's Hall (Cambridge), le 6 mars 1428, et titré LL.B. (Legum Baccalaureus, c'est-à-dire licencié en droit) dans les lettres de protection du 13 juillet 1429 (Proc. P.C. iii. 347) qui lui furent délivrées afin qu'il puisse accompagner le doyen Robert FitzHugh, D.D., Warden de King's Hall, lors d'une ambassade à Rome ; il quitta King's Hall le 3 avril 1434. Les scholars de King's Hall étaient alors les enseignants de King's Hall, comme en témoigne un rôle du 3 avril 1360 signé de Nicholas de Drayton, et de John Kent, au défaut des maîtres en titre, partis faire la guerre en France sans avoir l'autorisation du Warden. Un William Waynflete fut aussi proposé le 14 juin 1430 par l'abbaye de Bardney comme vicaire de Skendleby, dans le Lincolnshire ; on sait toutefois que William Waynflete eut de son vivant un homonyme, qui fut nommé le 17 mai 1433 recteur de Wraxhall, dans le Somerset, et qui est mort avant le 18 novembre 1436.

## La fondation royale d'Eton
En 1429, Waynflete devient recteur de Winchester College, poste qu'il conserve jusqu'en 1441. À cette époque, l'évêque Beaufort lui confie la direction de l'hospice de Sainte-Marie-Madeleine, une léproserie de St Giles Hill, hors les murs de la cité de Winchester. Le premier maître connu de cette fondation dépendant du collège, John Melton, avait été nommé par l'évêque Wykeham en 1393, peu avant sa retraite.
Influencé par l'archevêque Chichele, qui avait lui-même fondé deux collèges à l'imitation de Wykeham ; par Thomas Bekynton, secrétaire particulier et Garde des Sceaux de la Couronne, et par d'autres émules de Wykeham, le roi Henri VI avait proclamé, le 11 octobre 1440, la fondation dans l'église paroissiale d'Eton d'un nouveau collège, copié sur Winchester College, qu'il avait appelé (car le monarque était né non loin de là) « the King's College of the Blessed Mary of Eton by Windsor », marquant de cet acte le début de son règne personnel. Le personnel du collège devait comprendre 10 prêtres, 6 choristes, 25 bacheliers pauvres, 25 aumôniers et un magister informator (par la suite « maître d'école ») pour enseigner gratuitement les rudiments du latin, non seulement aux écoliers, mais à tous ceux qui, venus d'autres régions d'Angleterre, se rendraient là pour étudier. Le collège aurait à sa tête un prévôt. Le 5 mars 1440, le roi attribua une dotation annuelle de 500 livres sterling (à prélever auprès des abbayes environnantes) au collège : cette somme correspondait presque exactement à la dotation originale de Winchester.
Le 3 juillet 1441, Henri VI visite les écoles de Winchester. Le maître Waynflete lui fait sans doute une excellente impression, puisqu'à l’automne, Waynflete a déjà quitté Winchester : au mois d’octobre, il y est invité comme hôte de marque, et à la noël 1442 il reçoit une livrée royale (cinq mètres de drap pourpre), en tant que prévôt d'Eton.
Quoique Waynflete soit généralement considéré comme le premier prévôt d'Eton, il n'en existe aucune preuve matérielle. La construction des écoles est en tout état de cause postérieure à mai 1442. William Westbury, cité comme le premier maître de latin d'Eton (Eton Audit Roll 1444–1445), quitte New College (Oxford) au mois de mai 1442 pour se mettre « au service du roi. » En tant que prévôt, Waynflete obtient l'exemption de son établissement de l'autorité archidiaconale le 2 mai, et signe un contrat avec un charpentier pour l'aile orientale du site, le 30 novembre 1443.
Le 21 décembre 1443, l'évêque Bekynton et le comte de Suffolk, commissaires du roi, lui font prêter serment sur les statuts et lui-même fait prêter serment aux autres membres de la fondation : il n'y a alors que cinq professeurs (fellows) et 11 escholiers âgés de plus de 15 ans (les plus jeunes n'étaient pas tenus de prêter serment). On a dit que Waynflete avait emmené avec lui la moitié des maîtres et écoliers de Winchester College pour former le personnel d'Eton ; pourtant, seuls cinq écoliers et un seul laïc (c'est-à-dire un élève n'appartenant pas au collège) ont réellement quitté Winchester pour s'établir à Eton en 1443, et sans doute au mois de juillet, juste avant l'élection : car trois d'entre eux sont admis comme écoliers de King's College (Cambridge) le 19 juillet.
La fonction essentielle du prévôt est de pourvoir au financement à la construction et au recrutement du personnel d'Eton. Le nombre d'écoliers s’accroît bientôt grâce à l'admission de 25 recrues le 26 septembre 1444. Les revenus annuels des écoles d'Eton sont alors de 946 sterling, dont 120 livres versées par la caisse royale, 18 livres par Waynflete (soit plus de la moitié de ses prébendes, qui se montent à 30 livres par an). L'effectif cible de 70 écoliers n'est atteint que la dernière année d'exercice de Waynflete, 1446–1447 (Eton Audit Roll).

## Évêque de Winchester
Waynflete s'est si bien insinué dans les grâces du roi Henri que lorsque Henri Beaufort, évêque de Winchester et grand-oncle d'Henri VI, meurt le 11 avril 1447, le roi prend la plume pour demander au chapitre de Winchester d'élire évêque Waynflete. Le 12 avril, Waynflete obtient la garde des biens temporels, et il est élu entre le 15 et 17 le avril, et le 10 mai une bulle papale le confirme dans cette fonction. Le 13 juillet 1447, il est consacré en l’église d'Eton. Pour l'occasion, le Gardien, les maîtres et le personnel d'Eton lui ont offert un cheval (pour un montant de 10 marcs (soit plus de 6 livres sterling), et un marc (13 shillings) aux servants. Les visites ultérieures du roi Henri à Winchester lui inspirent l'idée de reconstruire l'église d'Eton pour lui donner les dimensions d'une cathédrale. Waynflete est chargé de la réalisation de ce programme, et de trancher les éventuels différends entre les commissaires de l'opération. De 1448 à 1450, le chantier engloutit 3 336 livres, essentiellement versés par Waynflete, le duc de Suffolk et l’évêque de Salisbury ; mais les soulèvements de 1450 mettent un terme aux travaux.
Waynflete, devenu évêque, décide de suivre l’exemple de Wykeham sans attendre et de faire de son royal bienfaiteur le fondateur d'un collège. Le 6 mai 1448 il obtient licence « en mainmorte » et le 20 août institue à Oxford un collège perpétuel, qu'il appelle Seint Marie Maudeleyn Hall, voué à l'extirpation des hérésies, la promotion du clergé et l'« embellissement de notre sainte mère l’Église », enfin pour l'étude de la sainte théologie et de la philosophie ; il doit compter un président et 50 clercs.
Au cours de la révolte de Jack Cade, en 1450, Waynflete s'employa, aux côtés de l'archevêque Stafford, alors grand Chancelier, à négocier avec les séditieux dans l'église Sainte-Marguerite de Southwark, non loin de Winchester House. Les deux émissaires du roi promirent le pardon aux négociateurs ennemis, mais le 1er août, Waynflete était l'un des juges d’exception chargé de juger les rebelles. L'un des partisans de Cade ayant été écartelé à Winchester, il s'ensuivit des émeutes, si bien que le 7 mai 1451, Waynflete, mis en cause au sein de son diocèse, en appela au pape depuis le peynted chambre de son manoir de Southwark, protestant de ce que sa charge d'évêque avait été obtenue dans les règles et qu'il n'était passible d'aucune mesure de disqualification. Il est cependant plus probable, selon Richard Chandler, qu'il venait d'être mis en cause auprès du pape par le parti yorkiste.
Waynflete ne fut pas davantage inquiété. Il fut aux côtés de l'archevêque de Cantorbéry lors de la réception du roi Henri VI en pèlerinage à Cantorbéry le 2 août 1451. Lorsqu'au mois de novembre, le duc d'York se retrancha près de Dartford, Waynflete et trois autres négociateurs furent dépêchés auprès de lui depuis le camp royal de Blackheath, et la paix fut conclue. 
Le prince Édouard était né le 13 octobre 1453 : ce fut Waynflete qui le baptisa le lendemain. L’année suivante, Waynflete acquit de Lady Danvers les banalités des manoirs de Stanswick, Berks, (Chandler, p. 87) pour Magdalen Hall. Mais le roi avait perdu la raison en août 1453, et le Grand Chancelier, John Kemp, archevêque de Cantorbéry, mourut durant une session du parlement présidée par le duc d'York en mars 1454. Les parlementaires envoyèrent leurs commissaires, Waynflete en tête, pour demander au roi de nommer un nouveau chancelier, avec l'intention visible que Waynflete serait choisi ; mais le roi ne prononça pas un mot, et après un délai raisonnable, Lord Salisbury prit les fonctions de garde des sceaux.
Durant la régence du duc d'York, marquée par la première bataille de St Albans en 1455, Waynflete prit une part active aux décisions du Privy Council. Désireux d'agrandir son collège, Waynflete obtint le 5 juillet 1456 un terrain de l'Hospice Saint-Jean-Baptiste devant la porte de l'Est à Oxford et le 15 juillet il reçut l'autorisation d'y construire un collège. Grâce à une bulle papale, il fonda l'établissement le 12 juin 1458, convertissant l'hôpital en collège avec un président et six membres. Deux jours plus tard, Magdalen Hall fusionnait avec cette institution pour former le New College of St Mary Magdalen.

## Lord Chancelier
Entretemps, Waynflete avait été promu à la fonction suprême en Angleterre : celle de chancelier, les sceaux de la Couronne lui étant remis le 11 octobre 1456 par le roi au prieuré de Coventry, en présence du duc d'York. Le 27 octobre 1457, il faisait partie du tribunal qui condamna l'évêque de Chichester, Reginald Pecock, pour « hérésie » : ce prélat s'était, en l'occurrence, surtout élevé contre l'autorité de la Couronne sur les prêtres ; Pecock avait été élevé au rang de diacre en même temps que Waynflete : il ne fut pas exécuté, et seuls ses livres furent livrés au bûcher. Vers cette époque, Waynflete fit réviser les statuts d'Eton College : les enseignants seraient désormais tenus de dénoncer publiquement les hérésies de John Wycliffe et de Pecock.
En tant que chancelier, Waynflete présida le parlement à Coventry en novembre 1459 : la déroute des partisans du duc d'York à Ludlow permit de condamner les chefs rebelles lors de cette session. C'est sans doute en préparation de ces jugements que, trois jours avant l'assaut des yorkistes à Northampton, Waynflete remit les sceaux au roi dans son campement de Diapre Abbey, un couvent voisin de Northampton, le 7 juillet 1460,. Ces sceaux furent saisis avec le roi Henri et remis le 25 juillet à Londres à l'évêque d'Exeter George Neville, frère du comte de Warwick et éminent partisan du duc d'York.

## Dernières années

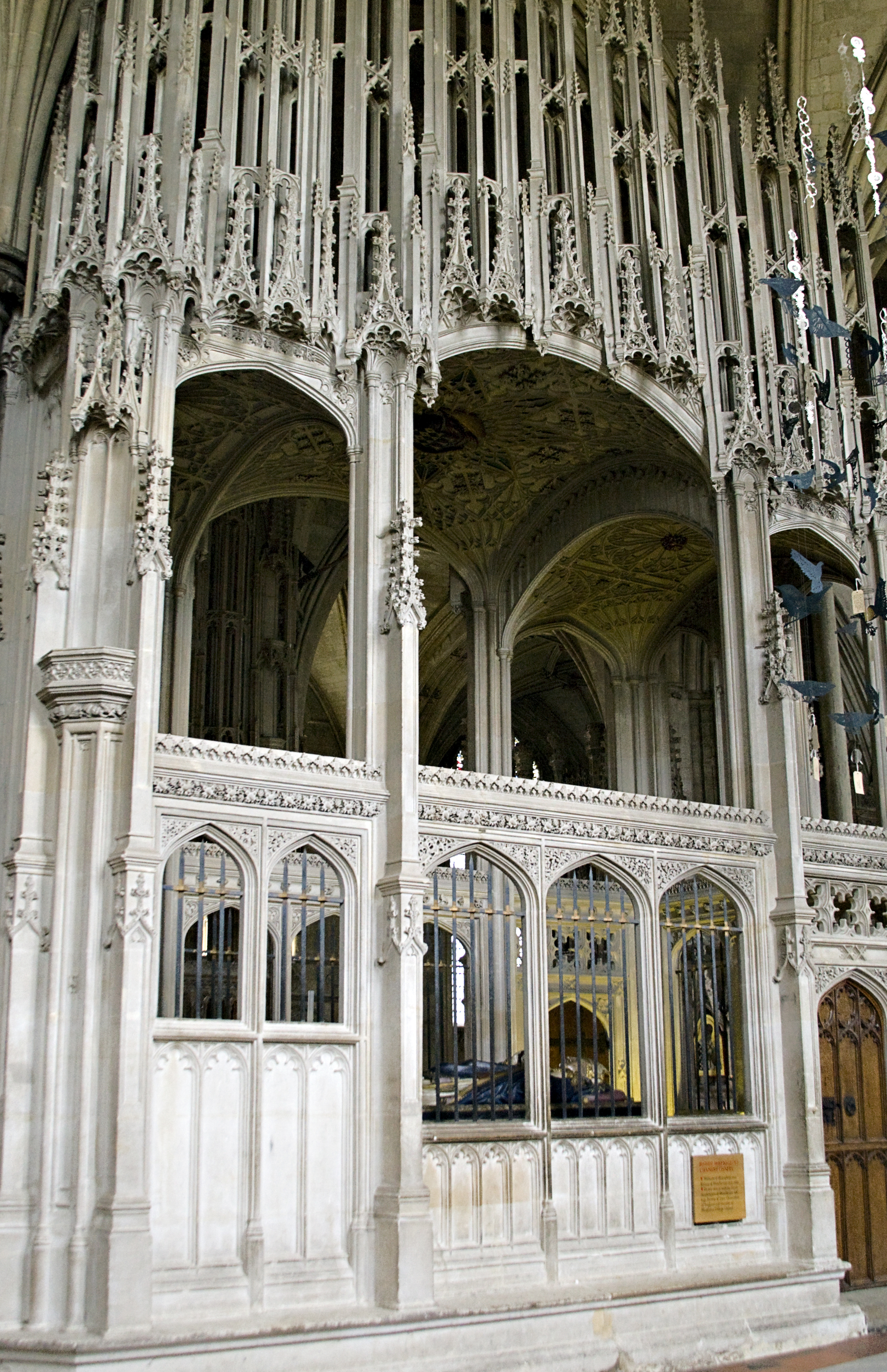
Tombeau de Waynflete dans la cathédrale de Winchester.

Contrairement à ce qu'ont dit certains biographes, il est fort douteux que Waynflete se soit alors enfui et ait pris la clandestinité tout au long de la période séparant la bataille de Wakefield en décembre 1460 et la première convocation du parlement par le yorkiste Édouard IV en novembre 1461 : dans une lettre écrite au pape le 8 novembre 1460 (Chandler, 346), il réaffirme sa fidélité alors qu'il est prisonnier des yorkistes. Accusé en août 1461 d'avoir exercé à son profit les droits seigneuriaux d'East Meon, dans le Hampshire, au détriment des propriétaires vassaux du diocèse, il est innocenté par le Parlement au mois de décembre suivant (Rot. Parl. v. 475). Ce jugement favorable donne à penser que les Yorkistes ne voyaient pas en lui un ennemi, bien qu'il eût été l'un des favoris du roi  Henri. La charte confirmant ses droits héréditaires sur les biens temporels du diocèse de Winchester (1er juillet 1462, Pat. 2 Ed. IV) confirme également cette idée.
Il est en tout cas certain qu'il prit une part active dans la restauration d’Eton College. Édouard l'avait annexé à la chapelle Saint-Georges en 1463, le privant d'une grande partie de ses revenus. On n'a pas de source justifiant le pardon accordé à Waynflete le 1er février 1469. Lors du rétablissement d'Henri VI sur le trône d'Angleterre, le 5 octobre 1470, Waynflete l'acclama à sa sortie de la Tour de Londres, et il dut pour cela demander à nouveau le pardon d'Édouard IV lors de son retour sur le trône, le 30 mai 1471. De 1471 à 1474, Waynflete se consacra essentiellement à l'embellissement de l'église d'Eton, appelée désormais « the chapel » , avec le remplacement des vitraux, et l'exécution du jubé, commandé le 15 août 1475 et dont un côté devait reprendre les motifs de celui du collège de l'évêque Wykeham à Winchester, et l'autre celui du collège Saint-Thomas d'Acre à Londres. En 1479 il ordonna la construction de l'extrémité ouest de la chapelle, taillée dans de la craie d'Headington. En 1484, il fonde, dans son village natal de Wainfleet All Saints (Lincolnshire) le lycée préparatoire de Magdalen College School. Cet édifice est aujourd'hui devenu une bibliothèque, avec un musée à l'étage.
Waynflete mourut le 11 août 1486 à Bishop's Waltham, dans le Hampshire et fut inhumé dans Magdalen Chapel dans la cathédrale de Winchester.

## Hommages
L'aile Waynflete de Magdalen College (Oxford) est une résidence. Magdalen College subventionne quatre chaires scientifiques, appelées collectivement les « chaires Waynflete » en son honneur.